# Ri (Timrå)
Ri is een plaats in de gemeente Timrå in het landschap Medelpad en de provincie Västernorrlands län in Zweden. De plaats heeft 106 inwoners (2005) en een oppervlakte van 38 hectare.